# Relations entre la Guinée-Bissau et le Mexique
Les relations entre la Guinée-Bissau et le Mexique sont les relations internationales entre la République de Guinée-Bissau et les États-Unis mexicains. Les deux nations sont membres des Nations unies.

## Histoire
Le 23 mai 1983, environ neuf ans après que la Guinée-Bissau a obtenu son indépendance du Portugal, la Guinée-Bissau et le Mexique ont établi des relations diplomatiques. La relation bilatérale entre les deux nations se développe avec des forums multilatéraux.
En novembre 2010, le gouvernement de la Guinée-Bissau a envoyé une délégation de huit membres pour assister à la conférence des Nations unies sur les changements climatiques de 2010 à Cancún, au Mexique.

## Missions diplomatiques
- La Guinée-Bissau n'a pas d'accréditation pour le Mexique.
- Le Mexique est accrédité auprès de la Guinée-Bissau à travers de son ambassade à Rabat, au Maroc.